# Atletismo nos Jogos Pan-Americanos de 1971 - Lançamento de dardo feminino
A prova do lançamento de dardo feminino nos Jogos Pan-Americanos de 1971 foi realizada em Cali, Colômbia.

## Medalhistas
| Ouro                  | Prata                             | Bronze                           |
| Tomasa Nunez CUB Cuba | Sherry Calvert USA Estados Unidos | Roberta Brown USA Estados Unidos |

## Resultados
| Posição           | Nome            | Nacionalidade      | Marca | Notas |
| ----------------- | --------------- | ------------------ | ----- | ----- |
| Medalha de ouro   | Tomasa Nunez    | CUB Cuba           | 54.02 |       |
| Medalha de prata  | Sherry Calvert  | USA Estados Unidos | 51.52 |       |
| Medalha de bronze | Roberta Brown   | USA Estados Unidos | 50.94 |       |
| 4                 | Milagros Bayard | CUB Cuba           | 48.68 |       |
| 5                 | Rosa Molina     | CHI Chile          | 43.68 |       |
| 6                 | Celina Surga    | VEN Venezuela      | 42.20 |       |
| 7                 | Delia Vera      | PER Peru           | 39.86 |       |
| 8                 | Ana Scurzoni    | ARG Argentina      | 37.58 |       |